# Isiah Koech
Isiah Kiplangat Koech (19 dicembre 1993) è un mezzofondista keniota.

## Palmarès
| Anno | Manifestazione          | Sede           | Evento       | Risultato | Prestazione | Note |
| ---- | ----------------------- | -------------- | ------------ | --------- | ----------- | ---- |
| 2009 | Mondiali U18            | Bressanone     | 3000 m piani | Oro       | 7'51"51     |      |
| 2011 | Mondiali                | Taegu          | 5000 m piani | 4º        | 13'24"95    |      |
| 2012 | Giochi olimpici         | Londra         | 5000 m piani | 5º        | 13'43"83    |      |
| 2013 | Mondiali                | Mosca          | 5000 m piani | Bronzo    | 13'27"26    |      |
| 2014 | Giochi del Commonwealth | Glasgow        | 5000 m piani | Argento   | 13'14"06    |      |
| 2014 | Campionati africani     | Marrakech      | 5000 m piani | Argento   | 13'35"73    |      |
| 2015 | Mondiali                | Pechino        | 5000 m piani | 8º        | 13'55"98    |      |
| 2016 | Mondiali indoor         | Portland       | 3000 m piani | 8º        | 8'01"70     |      |
| 2016 | Giochi olimpici         | Rio de Janeiro | 5000 m piani | Batteria  | 13'25"15    |      |

## Campionati nazionali
2011
- Oro ai campionati kenioti, 5000 m piani - 13'21"91

2013
- Oro ai campionati kenioti, 5000 m piani - 13'30"4

2014
- 4º ai campionati kenioti, 5000 m piani - 13'30"81

2015
- Argento ai campionati kenioti, 5000 m piani - 13'23"3

2018
- Eliminato in batteria ai campionati kenioti, 5000 m piani - 13'54"50

## Altre competizioni internazionali
2011
- Bronzo all'Herculis ( Monaco), 5000 m piani - 12'54"18
- Argento al Golden Gala ( Roma), 5000 m piani - 12'54"59
- Oro al Düsseldorf PSD Bank Meeting ( Düsseldorf), 5000 m piani indoor - 12'53"29

2012
- Vincitore della Diamond League nella specialità dei 3000 / 5000 m piani
- 8º al Memorial Van Damme ( Bruxelles), 10000 m piani - 27'17"03
- Bronzo al Meeting de Paris ( Parigi), 5000 m piani - 12'48"64
- 4º al Doha Diamond League ( Doha), 3000 m piani - 7'32"43

2013
- Bronzo all'Herculis ( Monaco), 5000 m piani - 12'56"08
- Bronzo al Golden Gala ( Roma), 5000 m piani - 12'58"85
- 9º al Memorial Van Damme ( Bruxelles), 5000 m piani - 13'03"98

2014
- Oro in Coppa continentale ( Marrakech), 5000 m piani - 13'26"23

2015
- Argento al British Grand Prix ( Birmingham), 5000 m piani - 13'11"22
- Bronzo all'Herculis ( Monaco), 3000 m piani - 7'37"16

2016
- 5º ai Bislett Games ( Oslo), 5000 m piani - 13'10"18
- 4º ai London Anniversary Games ( Londra), 5000 m piani - 13'15"44